# 马瑞芳
马瑞芳（1942年—），女，回族，山东青州人，中华人民共和国作家、学者，现在是山东大学文学系教授。

## 生平
1942年，马瑞芳生于山东省青州市的一个医学世家，其祖父是晚清名医马德甫，父亲马楚珍也是中华民国时期名医，建国后任山东省民族事务委员会副主任、第三届全国人大代表；马瑞芳的母亲读书识字，有着良好的家庭教养。家中有七个兄弟姐妹，除了马瑞芳，其他六人都是学理工，七兄妹中六个是山东大学毕业，妹妹是哈尔滨工业大毕业后在山东大学当老师。马瑞芳早年憧憬当一名乒乓球运动员。
马瑞芳读小学时期，经常出入益都县图书馆。1965年，马瑞芳毕业于山东大学中文系。
马瑞芳大学毕业后，分配到中国医学科学院血液病研究所，任职宣传员，她写了一篇名叫《李志山勇攀科学高峰》的文章，被毛泽东看了，大加赞赏，但是文化大革命开始，也因此得了罪名“黑笔杆子”。当时造反派揪出她来参加批斗会，在会上大呼“马瑞芳，你编造假典型，欺骗伟大领袖毛主席，罪该万死！”，马瑞芳回应到：“毛主席英明伟大，洞察一切，谁敢说他受骗上当，谁就是反革命！”批斗会遂不了了之。
文化大革命结束后，马瑞芳撰文猛烈抨击文革余孽，关心知识分子命运，其文章富有战斗力和哲学精神，被誉为“教授散文”。
改革开放之初，马瑞芳写了一篇评价周恩来的文章，被天津《散文》月刊发表，后被香港报纸转发，文章名叫《周恩来属于全世界》。
1980年，马瑞芳在山东大学蒲松龄研究室开始研究蒲松龄，出版了《蒲松龄评传》。
1985年到1992年，马瑞芳完成了第一部长篇小说《新儒林》，丈夫牛运清改成《蓝眼睛和黑眼睛》，导演王扶林拍成了17集电视连续剧。

## 家庭
马瑞芳嫁给了牛运清。
马瑞芳喜好电影，《福尔摩斯侦探案》、《克里斯蒂断案》、《24小时》、《越狱》、《亮剑》这类动作武打类电影都是她所喜好的。除了看电影，她还喜好看侦探小说。

## 社会职务
- 中国作家协会全国委员会委员
- 山东省作协副主席
- 山东省政协常委

## 作品

### 学术作品
- 《蒲松龄评传》
- 《聊斋志异创作论》
- 《聊斋人物论》
- 《从聊斋志异到红楼梦》
- 《马瑞芳讲聊斋》
- 《马瑞芳重校点评聊斋志异》

### 文学作品

#### 小说
- 《蓝眼睛黑眼睛》
- 《天眼》
- 《感受四季》

#### 散文
- 《学海见闻录》
- 《假如我很有钱》
- 《野狐禅》
- 《漏泄春光有柳条》

## 奖项
- 《蓝眼睛黑眼睛》荣获中国优秀长篇小说奖。
- 《学海见闻录》荣获中国纪实散文奖。
- 《煎饼花儿》荣获中国少数民族文学创作一等奖。